# Грин, Десмонд
Десмонд Грин (англ. Desmond Green; род. 11 октября 1989, Рочестер) — американский боец смешанного стиля, представитель лёгкой и полулёгкой весовых категорий. Выступает на профессиональном уровне начиная с 2012 года, известен по участию в турнирах бойцовских организаций UFC, Bellator, Titan FC и др. Финалист гран-при 10 сезона Bellator, владел титулами чемпиона Titan FC и NEF.

## Биография
Десмонд Грин родился 11 октября 1989 года в Рочестере, штат Нью-Йорк. Во время учёбы в местной старшей школе серьёзно занимался борьбой, выигрывал чемпионат штата среди школьников. Позже изучал общественные науки в Университете штата Нью-Йорк в Буффало и одновременно с этим продолжал тренироваться, выступал на множественных студенческих соревнованиях, в частности боролся в первом дивизионе Национальной ассоциации студенческого спорта. Тем не менее, был исключён из университетской борцовской команды из-за проваленного допинг-теста — в его пробе обнаружили следы марихуаны.
Прежде чем начать зарабатывать в смешанных единоборствах, временно подрабатывал кассиром в одном из супермаркетов Walmart.

### Начало профессиональной карьеры
Проведя два боя в ММА на любительском уровне, в апреле 2012 года дебютировал среди профессионалов, выиграв единогласным решением судей у достаточно известного бойца Роба Фонта. Дрался в различных небольших американских промоушенах, преимущественно на северо-востоке страны. В течение года одержал восемь побед и потерпел только одно поражение, завоевал вакантный титул чемпиона организации NEF в лёгкой весовой категории.

### Bellator MMA
В 2013 году Грин подписал контракт с крупной американской организацией Bellator MMA и сразу же стал участником девятого сезона гран-при полулегковесов. Уже на стадии четвертьфиналов он выбыл из борьбы за главный трофей, проиграв единогласным судейским решением бразильцу Фабрисиу Геррейру.
Несмотря на поражение, продолжил выступать в Bellator и одержал победу в рейтиновом бою. В 2014 году получил ещё одну возможность выиграть гран-при в полулёгком весе, в четвертьфинале и полуфинале десятого сезона благополучно прошёл Майка Ричмена и Уилла Мартинеса соответственно, однако в решающем финальном поединке уступил Даниэлю Вайхелю — во втором раунде попался в удушающий приём сзади и вынужден был сдаться.

### Titan Fighting Championship
Покинув Bellator, Грин присоединился к менее престижному промоушену Titan Fighting Championship. Добился здесь определённых успехов, одержал пять побед в семи боях, став одним из сильнейших бойцов полулёгкого дивизиона организации. Владел титулом чемпиона Titan FC.

### Ultimate Fighting Championship
Имея в послужном списке 19 побед и только 5 поражений, Десмонд Грин привлёк к себе внимание крупнейшей бойцовской организации мира Ultimate Fighting Championship и в феврале 2017 года подписал с ней долгосрочный контракт. Дебютировал в октагоне UFC в апреле того же года, выиграв раздельным решением судей у соотечественника Джоша Эмметта.
В сентябре 2017 года на турнире в Нидерландах вышел в клетку против россиянина Рустама Хабилова — противостояние между ними продлилось все три раунда, в итоге судьи единогласно отдали победу Хабилову.
В феврале 2018 года в Бразилии встретился с перспективным бразильцем Мишелом Празерисом, шедшим на серии из пяти побед подряд. Празерис не смог сделать вес, поэтому бой проходил в промежуточном весе 73 кг. Их поединок так же продлился всё отведённое время, Грин вновь проиграл единогласным решением.

## Статистика в профессиональном ММА
| Боёв 31  | Побед 23 | Поражений 8 |
| -------- | -------- | ----------- |
| Нокаутом | 6        | 0           |
| Сдачей   | 1        | 2           |
| Решением | 16       | 6           |

| Результат | Рекорд | Соперник           | Способ                     | Турнир                                      | Дата             | Раунд | Время | Место                 | Примечание                                                   |
| --------- | ------ | ------------------ | -------------------------- | ------------------------------------------- | ---------------- | ----- | ----- | --------------------- | ------------------------------------------------------------ |
| Победа    | 23-8   | Чарльз Журден      | Единогласное решение       | UFC Fight Night: dos Anjos vs. Lee          | 18 мая 2019      | 3     | 5:00  | Рочестер, США         |                                                              |
| Победа    | 22-8   | Росс Пирсон        | TKO (удары руками)         | UFC on ESPN: Barboza vs. Gaethje            | 30 марта 2019    | 1     | 2:52  | Филадельфия, США      |                                                              |
| Поражение | 21-8   | Майрбек Тайсумов   | Единогласное решение       | UFC Fight Night: Hunt vs. Oleinik           | 15 сентября 2018 | 3     | 5:00  | Москва, Россия        | Бой в промежуточном весе 73 кг; Тайсумов не сделал вес.      |
| Победа    | 21-7   | Глейсон Тибау      | Единогласное решение       | UFC Fight Night: Rivera vs. Moraes          | 1 июня 2018      | 3     | 5:00  | Ютика, США            |                                                              |
| Поражение | 20-7   | Мишел Празерис     | Единогласное решение       | UFC Fight Night: Machida vs. Anders         | 3 февраля 2018   | 3     | 5:00  | Белен, Бразилия       | Бой в промежуточном весе 73 кг; Празерис не сделал вес.      |
| Поражение | 20-6   | Рустам Хабилов     | Единогласное решение       | UFC Fight Night: Volkov vs. Struve          | 2 сентября 2017  | 3     | 5:00  | Роттердам, Нидерланды |                                                              |
| Победа    | 20-5   | Джош Эмметт        | Раздельное решение         | UFC 210                                     | 8 апреля 2017    | 3     | 5:00  | Буффало, США          |                                                              |
| Победа    | 19-5   | Мартин Браун       | Решение большинства        | Titan FC 42                                 | 2 декабря 2016   | 3     | 5:00  | Корал-Гейблс, США     | Вернулся в лёгкий вес.                                       |
| Победа    | 18-5   | Джеймс Фриман      | Единогласное решение       | Titan FC 40                                 | 5 августа 2016   | 3     | 5:00  | Корал-Гейблс, США     | Дебют в полусреднем весе.                                    |
| Победа    | 17-5   | Десмонд Хилл       | Единогласное решение       | FFC 24                                      | 3 июня 2016      | 3     | 5:00  | Дейтона-Бич, США      | Бой в промежуточном весе 74,8 кг.                            |
| Победа    | 16-5   | Дэвид Кубас        | TKO (остановлен врачом)    | World Fighting Championship Akhmat          | 12 марта 2016    | 1     | 3:48  | Грозный, Россия       | Вернулся в лёгкий вес.                                       |
| Поражение | 15-5   | Андре Харрисон     | Единогласное решение       | Titan FC 35                                 | 19 сентября 2015 | 5     | 5:00  | Риджфилд, США         | Бой за титул чемпиона Titan FC в полулёгком весе.            |
| Победа    | 15-4   | Винс Иэйзеле       | KO (удар рукой)            | Titan FC 34                                 | 18 июля 2015     | 1     | 0:32  | Канзас-Сити, США      | Бой в промежуточном весе 68 кг.                              |
| Поражение | 14-4   | Курт Холобаф       | Раздельное решение         | Titan FC 33                                 | 20 марта 2015    | 5     | 5:00  | Мобил, США            | Лишился титула чемпиона Titan FC в полулёгком весе.          |
| Победа    | 14-3   | Стивен Сайлер      | Единогласное решение       | Titan FC 32                                 | 19 декабря 2014  | 5     | 5:00  | Лоуэлл, США           | Выиграл вакантный титул чемпиона Titan FC в полулёгком весе. |
| Победа    | 13-3   | Мигель Торрес      | KO (удары)                 | Titan FC 31                                 | 31 октября 2014  | 1     | 0:46  | Тампа, США            |                                                              |
| Поражение | 12-3   | Даниэль Вайхель    | Сдача (удушение сзади)     | Bellator 119                                | 9 мая 2014       | 2     | 2:07  | Рама, Канада          | Финал гран-при 9 сезона Bellator в полулёгком весе.          |
| Победа    | 12-2   | Уилл Мартинес      | Единогласное решение       | Bellator 114                                | 28 марта 2014    | 3     | 5:00  | Уэст-Валли-Сити, США  | Полуфинал гран-при 9 сезона Bellator в полулёгком весе.      |
| Победа    | 11-2   | Майк Ричмен        | Единогласное решение       | Bellator 110                                | 28 февраля 2014  | 3     | 5:00  | Анкасвилл, США        | Четвертьфинал гран-при 10 сезона Bellator в полулёгком весе. |
| Победа    | 10-2   | Анджело Санчес     | TKO (остановлен врачом)    | Bellator 105                                | 25 октября 2013  | 2     | 1:04  | Рио-Ранчо, США        |                                                              |
| Поражение | 9-2    | Фабрисиу Геррейру  | Единогласное решение       | Bellator 99                                 | 13 сентября 2013 | 3     | 5:00  | Темекьюла, США        | Четвертьфинал гран-при 9 сезона Bellator в полулёгком весе.  |
| Победа    | 9-1    | Хенри Мартинес     | TKO (удары руками)         | NEF: Fight Night 7                          | 18 мая 2013      | 2     | 1:50  | Льюистон, США         | Выиграл вакантный титул чемпиона NEF в лёгком весе.          |
| Победа    | 8-1    | Джон Ортолани      | Единогласное решение       | CFX 22 — Winter Blast                       | 23 февраля 2013  | 3     | 5:00  | Плимут, США           |                                                              |
| Победа    | 7-1    | Гемиял Эдкинс      | Единогласное решение       | PA Cage Fight 15                            | 15 февраля 2013  | 3     | 5:00  | Уилкс-Барре, США      |                                                              |
| Поражение | 6-1    | Рори Макдонелл     | Сдача (рычаг локтя)        | Score Fighting Series 7                     | 23 ноября 2012   | 1     | 4:41  | Гамильтон, Канада     | Вернулся в лёгкий вес.                                       |
| Победа    | 6-0    | Брэндон Флеминг    | Единогласное решение       | NEF: Fight Night 5                          | 17 ноября 2012   | 3     | 5:00  | Льюистон, США         | Бой в промежуточном весе 68 кг.                              |
| Победа    | 5-0    | Мэтт Димаркантонио | Единогласное решение       | Gladius Fights: Fyvie vs. Carlo-Clauss      | 22 сентября 2012 | 3     | 5:00  | Ирвинг, США           | Дебют в полулёгком весе.                                     |
| Победа    | 4-0    | Брюс Бойингтон     | Сдача (треугольник руками) | NEF: Fight Night 4                          | 8 сентября 2012  | 2     | N/A   | Льюистон, США         |                                                              |
| Победа    | 3-0    | Райан Питерсон     | Раздельное решение         | CFFC 16: Williams vs. Jacoby                | 24 августа 2012  | 3     | 5:00  | Атлантик-Сити, США    |                                                              |
| Победа    | 2-0    | Филлип Легранд     | Единогласное решение       | JB Sports / Live Nation: Rock Out Knock Out | 2 июня 2012      | 3     | 5:00  | Асбери-Парк, США      |                                                              |
| Победа    | 1-0    | Роб Фонт           | Единогласное решение       | Premier FC 8                                | 1 апреля 2012    | 3     | 5:00  | Холиок, США           |                                                              |